# Santa Maria della Concezione dei Sacconi Turchini

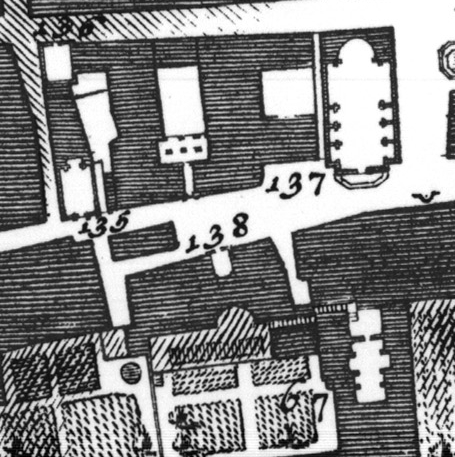
Neste fragmento do Mapa de Nolli (1748), o oratório está no número 138. Os demais são Santa Maria della Concezione ai Monti (nº 67), San Salvatore ai Monti (nº 135) e Santa Maria ai Monti (nº 137).

Santa Maria della Concezione dei Sacconi Turchini era um pequeno oratório localizado na Via della Madonna dei Monti, no rione Monti de Roma, bem perto da basílica de Santa Maria dei Monti. Era dedicada a Nossa Senhora da Conceição.

## História
O oratório foi construído em meados do século XVII para ser a capela exterior do convento das freiras farnesinas enclausuradas (Clarissas de Estrita Observância) do convento vizinho, de Santa Maria della Concezione ai Monti.  Em 1748, porém, o oratório se tornou a sede da Confraternità di Santa Maria della Neve, que era uma confraternidade piedosa associada à basílica de Santa Maria Maggiore, que se mudou mais tarde para Santa Maria dei Foglianti e depois para Santa Maria della Neve al Colosseo.
Antes da demolição do oratório, em 1884, para abrir espaço para a abertura da Via Cavour (juntamente com o convento e a igreja das freiras), ele estava sendo utilizado pela Confraternità dei Sacconi Turchini, uma associação de leigos ligada à igreja vizinha de San Francesco di Paola ai Monti. O nome do grupo, que passou também para o oratório, significa "mantos turquesas", a cor de um tecido que dois anjos de estuque seguravam sobre o sacrário.

## Descrição
O Mapa de Nolli (1748) mostra um minúsculo oratório de plano retangular simples como parte de um edifício maior do lado sul da rua para oeste de Santa Maria ai Monti. O oratório ficava imediatamente a oeste da entrada para a viela que levava ao convento de Santa Maria della Concezione delle Farnesiane, com o qual ele não deve ser confundido.